# Classiques flandriennes

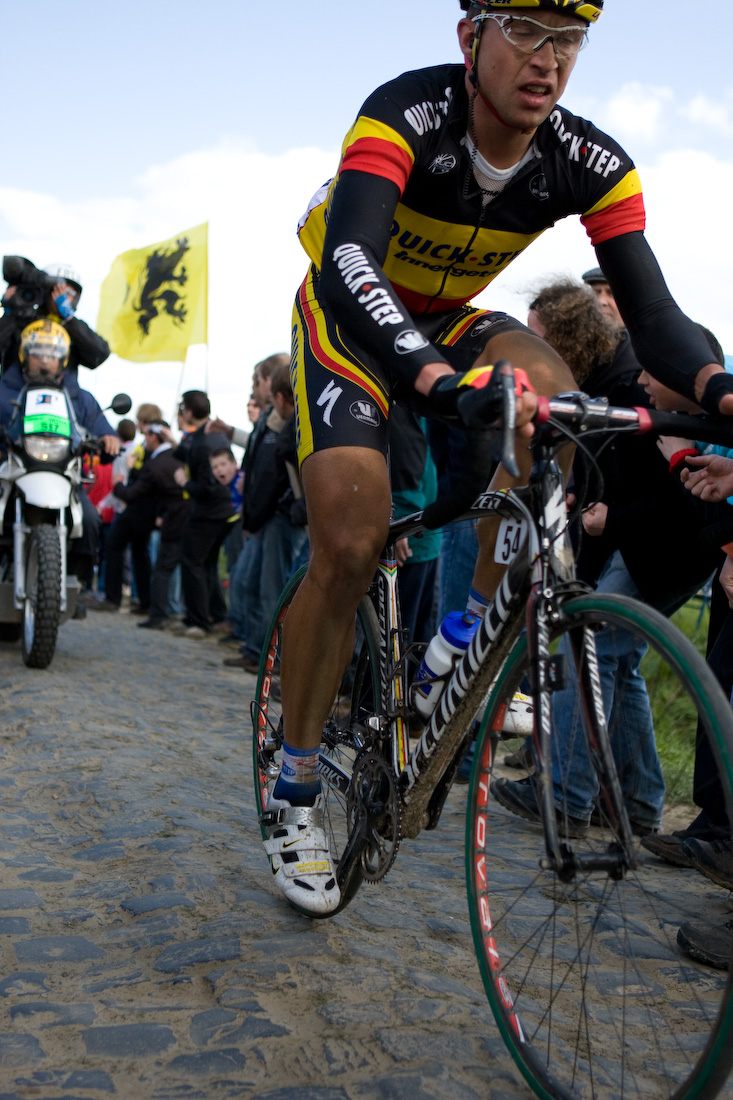
Stijn Devolder, avec son maillot de champion de Belgique, sur les pavés de Paris-Roubaix 2008.

Les classiques flandriennes, ou classiques flamandes, parfois appelées « les Flandriennes », sont des classiques cyclistes qui ont lieu chaque année de fin février à début avril en Belgique et dans le nord de la France, et qui se caractérisent par la présence de secteurs pavés. Le Tour des Flandres et Paris-Roubaix, qui comptent parmi les cinq classiques « Monuments » du cyclisme, sont les deux plus prestigieuses des classiques flandriennes. Elles sont marquées par plus d'une vingtaine de secteurs pavés. 

## Description
Le parcours pavé le plus connu est Paris-Roubaix, où plus de 50 kilomètres sont parcourus sur des pavés, mais c'est dans les Monts des Flandres que ces courses sont les plus nombreuses. Beaucoup de grandes courses pavées couvrent chaque année les mêmes difficultés, qui ont donc un statut comparable aux côtes de certaines classiques ou aux grands cols des grands tours. Les monts les plus célèbres sont le Mont Kemmel, le Vieux Quaremont, le Mur de Grammont ou le redoutable Koppenberg, qui sont chacun inclus dans plusieurs compétitions. Paris-Roubaix compte plusieurs secteurs célèbres, quasiment tous plats, comme le Carrefour de l'Arbre ou la fameuse Trouée d'Arenberg.

## Calendrier
La première course avec des secteurs pavées est le Circuit Het Nieuwsblad, qui ouvre traditionnellement la saison des classiques belges, suivie le lendemain par Kuurne-Bruxelles-Kuurne (dernier week-end de février). À partir de la fin du mois de mars, la Semaine flamande (Vlaamse Wielerweek) inaugure la période la plus importante pour les classiques pavées. En 2018, elle s'ouvre le mercredi avec les Trois Jours de Bruges-La Panne (courue sur une journée), le Grand Prix E3 le vendredi et Gand-Wevelgem le dimanche. Au cours de la semaine suivante, À travers les Flandres prend le relais le mercredi, et le Tour des Flandres conclut le dimanche. Le Grand Prix de l'Escaut, disputé le mercredi suivant prépare les coureurs pour Paris-Roubaix, qui met fin aux classiques pavées. 
Parmi les courses cyclistes pavées, les trois plus historiques se déroulent généralement les dimanches de mars et d'avril, avec dans l'ordre chronologique Gand-Wevelgem, le Tour des Flandres et Paris-Roubaix. Gand-Wevelgem a perdu beaucoup de son statut historique en raison de la relative facilité de la route. Le Grand Prix E3, considéré comme plus difficile, constitue auprès des favoris une meilleure préparation pour le Tour des Flandres et Paris-Roubaix. En 2012, le Grand Prix E3 obtient le même statut que Gand-Wevelgem au sein de l'UCI World Tour. En 2017, le Circuit Het Nieuwsblad (l'événement d'ouverture de la saison cycliste belge, ainsi que la première course de l'année en Europe du Nord-Ouest) et À travers les Flandres deviennent également des courses du World Tour.
Par exemple, ci-dessous, le calendrier des courses pavées :
| Semaine     | Lundi | Mardi | Mercredi                | Jeudi                | Vendredi                 | Samedi                 | Dimanche                |
| ----------- | ----- | ----- | ----------------------- | -------------------- | ------------------------ | ---------------------- | ----------------------- |
| Fin Février |       |       |                         |                      |                          | Circuit Het Nieuwsblad | Kuurne-Bruxelles-Kuurne |
|             |       |       |                         |                      |                          |                        |                         |
|             |       |       |                         |                      |                          |                        |                         |
| Mi-mars     |       |       | Nokere Koerse           | Grand Prix de Denain | Bredene Koksijde Classic |                        |                         |
| Fin Mars    |       |       | Classic Bruges-La Panne |                      | Grand Prix E3            |                        | Gand-Wevelgem           |
| Mars/Avril  |       |       | À travers les Flandres  |                      |                          |                        | Tour des Flandres       |
| Début avril |       |       | Grand Prix de l'Escaut  |                      |                          |                        | Paris-Roubaix           |

## Palmarès

### Hommes
Le doublé Tour des Flandres / Paris-Roubaix est une référence des classiques pavées et a été accompli à 13 reprises par 11 coureurs différents.
Le Belge Tom Boonen est recordman ou co-recordman (au nombre de victoires) de chacune de ces quatre courses.
| Année       | Grand Prix E3 (BEL)      | Gand-Wevelgem (BEL)      | Tour des Flandres (BEL)  | Paris-Roubaix (FRA)         |
| ----------- | ------------------------ | ------------------------ | ------------------------ | --------------------------- |
| 1896        |                          |                          |                          | Josef Fischer               |
| 1897        |                          |                          |                          | Maurice Garin               |
| 1898        |                          |                          |                          | Maurice Garin (2)           |
| 1899        |                          |                          |                          | Albert Champion             |
| 1900        |                          |                          |                          | Émile Bouhours              |
| 1901        |                          |                          |                          | Lucien Lesna                |
| 1902        |                          |                          |                          | Lucien Lesna (2)            |
| 1903        |                          |                          |                          | Hippolyte Aucouturier       |
| 1904        |                          |                          |                          | Hippolyte Aucouturier (2)   |
| 1905        |                          |                          |                          | Louis Trousselier           |
| 1906        |                          |                          |                          | Henri Cornet                |
| 1907        |                          |                          |                          | Georges Passerieu           |
| 1908        |                          |                          |                          | Cyrille Van Hauwaert        |
| 1909        |                          |                          |                          | Octave Lapize               |
| 1910        |                          |                          |                          | Octave Lapize (2)           |
| 1911        |                          |                          |                          | Octave Lapize (3)           |
| 1912        |                          |                          |                          | Charles Crupelandt          |
| 1913        |                          |                          | Paul Deman               | François Faber              |
| 1914        |                          |                          | Marcel Buysse            | Charles Crupelandt (2)      |
| 1915 - 1918 | Pas de courses           | Pas de courses           | Pas de courses           | Pas de courses              |
| 1919        |                          |                          | Henri Van Lerberghe      | Henri Pélissier             |
| 1920        |                          |                          | Jules Van Hevel          | Paul Deman                  |
| 1921        |                          |                          | René Vermandel           | Henri Pélissier (2)         |
| 1922        |                          |                          | Léon Devos               | Albert Dejonghe             |
| 1923        |                          |                          | Henri Suter              | Henri Suter                 |
| 1924        |                          |                          | Gérard Debaets           | Jules Van Hevel             |
| 1925        |                          |                          | Julien Delbecque         | Félix Sellier               |
| 1926        |                          |                          | Denis Verschueren        | Julien Delbecque            |
| 1927        |                          |                          | Gérard Debaets (2)       | Georges Ronsse              |
| 1928        |                          |                          | Jan Mertens              | André Leducq                |
| 1929        |                          |                          | Joseph Dervaes           | Charles Meunier             |
| 1930        |                          |                          | Frans Bonduel            | Julien Vervaecke            |
| 1931        |                          |                          | Romain Gijssels          | Gaston Rebry                |
| 1932        |                          |                          | Romain Gijssels (2)      | Romain Gijssels             |
| 1933        |                          |                          | Alfons Schepers          | Sylvère Maes                |
| 1934        |                          | Gustave Van Belle        | Gaston Rebry             | Gaston Rebry (2)            |
| 1935        |                          | Albert Depreitere        | Louis Duerloo            | Gaston Rebry (3)            |
| 1936        |                          | Robert Van Eenaeme       | Louis Hardiquest         | Georges Speicher            |
| 1937        |                          | Robert Van Eenaeme (2)   | Michel D’Hooghe          | Jules Rossi                 |
| 1938        |                          | Hubert Godaert           | Edgard De Caluwé         | Lucien Storme               |
| 1939        |                          | André Declerck           | Karel Kaers              | Emile Masson                |
| 1940        |                          |                          | Achiel Buysse            |                             |
| 1941        |                          |                          | Achiel Buysse (2)        |                             |
| 1942        |                          |                          | Briek Schotte            |                             |
| 1943        |                          |                          | Achiel Buysse (3)        | Marcel Kint                 |
| 1944        |                          |                          | Rik Van Steenbergen      | Maurice Desimpelaere        |
| 1945        |                          | Robert Van Eenaeme (3)   | Sylvain Grysolle         | Paul Maye                   |
| 1946        |                          | Ernest Sterckx           | Rik Van Steenbergen (2)  | Georges Claes               |
| 1947        |                          | Maurice Desimpelaere     | Emiel Faignaert          | Georges Claes (2)           |
| 1948        |                          | Valère Ollivier          | Briek Schotte (2)        | Rik Van Steenbergen         |
| 1949        |                          | Marcel Kint              | Fiorenzo Magni           | Serse Coppi André Mahé      |
| 1950        |                          | Albéric Schotte          | Fiorenzo Magni (2)       | Fausto Coppi                |
| 1951        |                          | André Rosseel            | Fiorenzo Magni (3)       | Antonio Bevilacqua          |
| 1952        |                          | Raymond Impanis          | Roger Decock             | Rik Van Steenbergen (2)     |
| 1953        |                          | Raymond Impanis (2)      | Wim van Est              | Germain Derijcke            |
| 1954        |                          | Rolf Graf                | Raymond Impanis          | Raymond Impanis             |
| 1955        |                          | Albéric Schotte (2)      | Louison Bobet            | Jean Forestier              |
| 1956        |                          | Rik Van Looy             | Jean Forestier           | Louison Bobet               |
| 1957        |                          | Rik Van Looy (2)         | Alfred De Bruyne         | Alfred De Bruyne            |
| 1958        | Armand Desmet            | Noël Foré                | Germain Derycke          | Leon Van Daele              |
| 1959        | Norbert Kerckhove        | Leon Van Daele           | Rik Van Looy (3)         | Noël Foré                   |
| 1960        | Daniel Doom              | Frans Aerenhouts         | Arthur Decabooter        | Pino Cerami                 |
| 1961        | Arthur Decabooter        | Frans Aerenhouts (2)     | Tom Simpson              | Rik Van Looy                |
| 1962        | André Messelis           | Rik Van Looy (3)         | Rik Van Looy (2)         | Rik Van Looy (2)            |
| 1963        | Noël Foré                | Benoni Beheyt            | Noël Foré                | Emile Daems                 |
| 1964        | Rik Van Looy             | Jacques Anquetil         | Rudi Altig               | Peter Post                  |
| 1965        | Rik Van Looy (2)         | Noël De Pauw             | Jo de Roo                | Rik Van Looy (3)            |
| 1966        | Rik Van Looy (3)         | Herman Van Springel      | Edward Sels              | Felice Gimondi              |
| 1967        | Willy Bocklant           | Eddy Merckx              | Dino Zandegù             | Jan Janssen                 |
| 1968        | Jaak De Boever           | Walter Godefroot         | Walter Godefroot         | Eddy Merckx                 |
| 1969        | Rik Van Looy (4)         | Willy Vekemans           | Eddy Merckx              | Walter Godefroot            |
| 1970        | Daniel Van Ryckeghem     | Eddy Merckx (2)          | Eric Leman               | Eddy Merckx (2)             |
| 1971        | Roger De Vlaeminck       | Georges Pintens          | Evert Dolman             | Roger Rosiers               |
| 1972        | Hubert Hutsebaut         | Roger Swerts             | Eric Leman (2)           | Roger De Vlaeminck          |
| 1973        | Willy In 't Ven          | Eddy Merckx (2)          | Eric Leman (3)           | Eddy Merckx (3)             |
| 1974        | Herman Van Springel      | Barry Hoban              | Cees Bal                 | Roger De Vlaeminck (2)      |
| 1975        | Frans Verbeeck           | Freddy Maertens          | Eddy Merckx (2)          | Roger De Vlaeminck (3)      |
| 1976        | Walter Planckaert        | Freddy Maertens (2)      | Walter Planckaert        | Marc Demeyer                |
| 1977        | Dietrich Thurau          | Bernard Hinault          | Roger De Vlaeminck       | Roger De Vlaeminck (4)      |
| 1978        | Freddy Maertens          | Ferdi Van Den Haute      | Walter Godefroot (2)     | Francesco Moser             |
| 1979        | Jan Raas                 | Francesco Moser          | Jan Raas                 | Francesco Moser (2)         |
| 1980        | Jan Raas (2)             | Henk Lubberding          | Michel Pollentier        | Francesco Moser (3)         |
| 1981        | Jan Raas (3)             | Jan Raas                 | Hennie Kuiper            | Bernard Hinault             |
| 1982        | Jan Bogaert              | Frank Hoste              | René Martens             | Jan Raas                    |
| 1983        | William Tackaert         | Leo van Vliet            | Jan Raas (2)             | Hennie Kuiper               |
| 1984        | Bert Oosterbosch         | Guido Bontempi           | Johan Lammerts           | Sean Kelly                  |
| 1985        | Phil Anderson            | Eric Vanderaerden        | Eric Vanderaerden        | Marc Madiot                 |
| 1986        | Eric Vanderaerden        | Guido Bontempi (2)       | Adrie van der Poel       | Sean Kelly (2)              |
| 1987        | Eddy Planckaert          | Teun van Vliet           | Claude Criquielion       | Eric Vanderaerden           |
| 1988        | Guido Bontempi           | Sean Kelly               | Eddy Planckaert          | Dirk Demol                  |
| 1989        | Eddy Planckaert (2)      | Gerrit Solleveld         | Edwig Van Hooydonck      | Jean-Marie Wampers          |
| 1990        | Søren Lilholt            | Herman Frison            | Moreno Argentin          | Eddy Planckaert             |
| 1991        | Olaf Ludwig              | Djamolidine Abdoujaparov | Edwig Van Hooydonck (2)  | Marc Madiot (2)             |
| 1992        | Johan Museeuw            | Mario Cipollini          | Jacky Durand             | Gilbert Duclos-Lassalle     |
| 1993        | Mario Cipollini          | Mario Cipollini (2)      | Johan Museeuw            | Gilbert Duclos-Lassalle (2) |
| 1994        | Andreï Tchmil            | Wilfried Peeters         | Gianni Bugno             | Andreï Tchmil               |
| 1995        | Bart Leysen              | Lars Michaelsen          | Johan Museeuw (2)        | Franco Ballerini            |
| 1996        | Carlo Bomans             | Tom Steels               | Michele Bartoli          | Johan Museeuw               |
| 1997        | Hendrik Van Dijck        | Philippe Gaumont         | Rolf Sørensen            | Frédéric Guesdon            |
| 1998        | Johan Museeuw (2)        | Frank Vandenbroucke      | Johan Museeuw (3)        | Franco Ballerini (2)        |
| 1999        | Peter Van Petegem        | Tom Steels (2)           | Peter Van Petegem        | Andrea Tafi                 |
| 2000        | Sergueï Ivanov           | Geert Van Bondt          | Andreï Tchmil            | Johan Museeuw (2)           |
| 2001        | Andreï Tchmil (2)        | George Hincapie          | Gianluca Bortolami       | Servais Knaven              |
| 2002        | Dario Pieri              | Mario Cipollini (3)      | Andrea Tafi              | Johan Museeuw (3)           |
| 2003        | Steven de Jongh          | Andreas Klier            | Peter Van Petegem (2)    | Peter Van Petegem           |
| 2004        | Tom Boonen               | Tom Boonen               | Steffen Wesemann         | Magnus Bäckstedt            |
| 2005        | Tom Boonen (2)           | Nico Mattan              | Tom Boonen               | Tom Boonen                  |
| 2006        | Tom Boonen (3)           | Thor Hushovd             | Tom Boonen (2)           | Fabian Cancellara           |
| 2007        | Tom Boonen (4)           | Marcus Burghardt         | Alessandro Ballan        | Stuart O'Grady              |
| 2008        | Kurt Asle Arvesen        | Óscar Freire             | Stijn Devolder           | Tom Boonen (2)              |
| 2009        | Filippo Pozzato          | Edvald Boasson Hagen     | Stijn Devolder (2)       | Tom Boonen (3)              |
| 2010        | Fabian Cancellara        | Bernhard Eisel           | Fabian Cancellara        | Fabian Cancellara (2)       |
| 2011        | Fabian Cancellara (2)    | Tom Boonen (2)           | Nick Nuyens              | Johan Vansummeren           |
| 2012        | Tom Boonen (5)           | Tom Boonen (3)           | Tom Boonen (3)           | Tom Boonen (4)              |
| 2013        | Fabian Cancellara (3)    | Peter Sagan              | Fabian Cancellara (2)    | Fabian Cancellara (3)       |
| 2014        | Peter Sagan              | John Degenkolb           | Fabian Cancellara (3)    | Niki Terpstra               |
| 2015        | Geraint Thomas           | Luca Paolini             | Alexander Kristoff       | John Degenkolb              |
| 2016        | Michał Kwiatkowski       | Peter Sagan (2)          | Peter Sagan              | Mathew Hayman               |
| 2017        | Greg Van Avermaet        | Greg Van Avermaet        | Philippe Gilbert         | Greg Van Avermaet           |
| 2018        | Niki Terpstra            | Peter Sagan (3)          | Niki Terpstra            | Peter Sagan                 |
| 2019        | Zdeněk Štybar            | Alexander Kristoff       | Alberto Bettiol          | Philippe Gilbert            |
| 2020        | Annulé                   | Mads Pedersen            | Mathieu van der Poel     | Annulé                      |
| 2021        | Kasper Asgreen           | Wout van Aert            | Kasper Asgreen           | Sonny Colbrelli             |
| 2022        | Wout van Aert            | Biniam Girmay            | Mathieu van der Poel (2) | Dylan van Baarle            |
| 2023        | Wout van Aert (2)        | Christophe Laporte       | Tadej Pogačar            | Mathieu van der Poel        |
| 2024        | Mathieu van der Poel     | Mads Pedersen (2)        | Mathieu van der Poel (3) | Mathieu van der Poel (2)    |
| 2025        | Mathieu van der Poel (2) | Mads Pedersen (3)        | Tadej Pogačar (2)        | Mathieu van der Poel (3)    |

### Femmes
Au XXIe siècle, les trois principales classiques flandriennes ont mis en place leurs versions féminines, avec dans l'ordre chronologique le Tour des Flandres, Gand-Wevelgem et Paris-Roubaix. Ces courses ont lieu le même jour ou la veille de la version masculine.
| Année | Gand-Wevelgem (BEL)  | Tour des Flandres (BEL)     | Paris-Roubaix (FRA)    |
| ----- | -------------------- | --------------------------- | ---------------------- |
| 2004  | Pas de course        | Zulfiya Zabirova            | Pas de course          |
| 2005  | Pas de course        | Mirjam Melchers             | Pas de course          |
| 2006  | Pas de course        | Mirjam Melchers (2)         | Pas de course          |
| 2007  | Pas de course        | Nicole Cooke                | Pas de course          |
| 2008  | Pas de course        | Judith Arndt                | Pas de course          |
| 2009  | Pas de course        | Ina-Yoko Teutenberg         | Pas de course          |
| 2010  | Pas de course        | Grace Verbeke               | Pas de course          |
| 2011  | Pas de course        | Annemiek Van Vleuten        | Pas de course          |
| 2012  | Elizabeth Armitstead | Judith Arndt (2)            | Pas de course          |
| 2013  | Kirsten Wild         | Marianne Vos                | Pas de course          |
| 2014  | Lauren Hall          | Ellen Van Dijk              | Pas de course          |
| 2015  | Floortje Mackaij     | Elisa Longo Borghini        | Pas de course          |
| 2016  | Chantal Blaak        | Elizabeth Armitstead        | Pas de course          |
| 2017  | Lotta Lepistö        | Coryn Rivera                | Pas de course          |
| 2018  | Marta Bastianelli    | Anna van der Breggen        | Pas de course          |
| 2019  | Kirsten Wild (2)     | Marta Bastianelli           | Pas de course          |
| 2020  | Jolien D'Hoore       | Chantal van den Broek-Blaak | Pas de course          |
| 2021  | Marianne Vos         | Annemiek Van Vleuten (2)    | Elizabeth Deignan      |
| 2022  | Elisa Balsamo        | Lotte Kopecky               | Elisa Longo Borghini   |
| 2023  | Marlen Reusser       | Lotte Kopecky (2)           | Alison Jackson         |
| 2024  | Lorena Wiebes        | Elisa Longo Borghini (2)    | Lotte Kopecky          |
| 2025  | Lorena Wiebes (2)    | Lotte Kopecky (3)           | Pauline Ferrand-Prévot |

## Statistiques
Le Belge Tom Boonen est le seul coureur à avoir remporté ces 4 courses la même saison en 2012. Il est aussi celui qui en a gagné le plus, puisqu'il en a remporté 15 entre 2004 et 2012. Son compatriote Rik Van Looy en a quant à lui remporté 12, dont le triplé Wevelgem/Flandres/Roubaix en 1962.
Ci-dessous les coureurs avec le plus grand nombre de victoires totales sur les quatre principales classiques flandriennes.
| Pos. | Coureur              | E3 | GW | TDF | PR | Total |
| ---- | -------------------- | -- | -- | --- | -- | ----- |
| 1    | Tom Boonen           | 5  | 3  | 3   | 4  | 15    |
| 2    | Rik Van Looy         | 4  | 3  | 2   | 3  | 12    |
| 3    | Fabian Cancellara    | 3  | 0  | 3   | 3  | 9     |
| 4    | Eddy Merckx          | 0  | 3  | 2   | 3  | 8     |
| 4    | Johan Museeuw        | 2  | 0  | 3   | 3  | 8     |
| 4    | Mathieu van der Poel | 2  | 0  | 3   | 3  | 8     |
| 7    | Jan Raas             | 3  | 1  | 2   | 1  | 7     |
| 8    | Roger De Vlaeminck   | 1  | 0  | 1   | 4  | 6     |
| 8    | Peter Sagan          | 1  | 3  | 1   | 1  | 6     |
| 10   | Briek Schotte        | 0  | 2  | 2   | 0  | 4     |
| 10   | Eddy Planckaert      | 2  | 0  | 1   | 1  | 4     |
| 10   | Eric Vanderaerden    | 1  | 1  | 1   | 1  | 4     |
| 10   | Francesco Moser      | 0  | 1  | 0   | 3  | 4     |
| 10   | Gaston Rebry         | 0  | 0  | 1   | 3  | 4     |
| 10   | Mario Cipollini      | 1  | 3  | 0   | 0  | 4     |
| 10   | Noël Foré            | 1  | 1  | 1   | 1  | 4     |
| 10   | Peter Van Petegem    | 1  | 0  | 2   | 1  | 4     |
| 10   | Raymond Impanis      | 0  | 2  | 1   | 1  | 4     |
| 10   | Rik Van Steenbergen  | 0  | 0  | 2   | 2  | 4     |
| 10   | Walter Godefroot     | 0  | 1  | 2   | 1  | 4     |

Chez les femmes, dix coureuses ont gagné plusieurs classiques flandriennes. Parmi elles, seule Lizzie Deignan a remporté les trois courses. 
| Pos. | Coureur                     | GW | TDF | PR | Total |
| ---- | --------------------------- | -- | --- | -- | ----- |
| 1    | Lotte Kopecky               | 0  | 3   | 1  | 4     |
| 2    | Elizabeth Deignan           | 1  | 1   | 1  | 3     |
| 2    | Elisa Longo Borghini        | 0  | 2   | 1  | 3     |
| 4    | Judith Arndt                | 0  | 2   | 0  | 2     |
| 4    | Marta Bastianelli           | 1  | 1   | 0  | 2     |
| 4    | Mirjam Melchers             | 0  | 2   | 0  | 2     |
| 4    | Chantal Van den Broek-Blaak | 1  | 1   | 0  | 2     |
| 4    | Annemiek Van Vleuten        | 0  | 2   | 0  | 2     |
| 4    | Marianne Vos                | 1  | 1   | 0  | 2     |
| 4    | Kirsten Wild                | 2  | 0   | 0  | 2     |
| 4    | Lorena Wiebes               | 2  | 0   | 0  | 2     |

## Similarité
Les Strade Bianche, courues en Toscane en Italie, ont un parcours également proche des courses pavées d'Europe du Nord, avec sur leur parcours plus de 70 kilomètres de routes de gravier. Elle se présente d'ailleurs comme « la classica del Nord più a Sud d'Europa » (« la classique du Nord la plus au Sud d'Europe »). En France, le Tro Bro Leon a un caractère similaire, tout comme le défunt Grand Prix Herning au Danemark, ou encore A Travers le Hageland, qui se court dans le Brabant Flamand.